# Provincia di Malleco
La provincia di Malleco è una provincia della regione dell'Araucanía nel Cile centrale. Il capoluogo è la città di Angol.
Al censimento del 2012 possedeva una popolazione di 196.910 abitanti.

## Geografia fisica
La provincia è divisa in 11 comuni:
- Angol
- Renaico
- Collipulli
- Lonquimay
- Curacautín
- Ercilla
- Victoria
- Traiguén
- Lumaco
- Purén
- Los Sauces